# Communauté rurale de Toure Mbonde
La commune de Toure Mbonde est une communauté rurale du Sénégal située à l'ouest du pays. 
Elle fait partie de l'arrondissement de Ndoulo, du département de Diourbel et de la région de Diourbel.
Lors du dernier recensement, la CR comptait 13 674 personnes et 1 302 ménages.